# يوم اقتراني

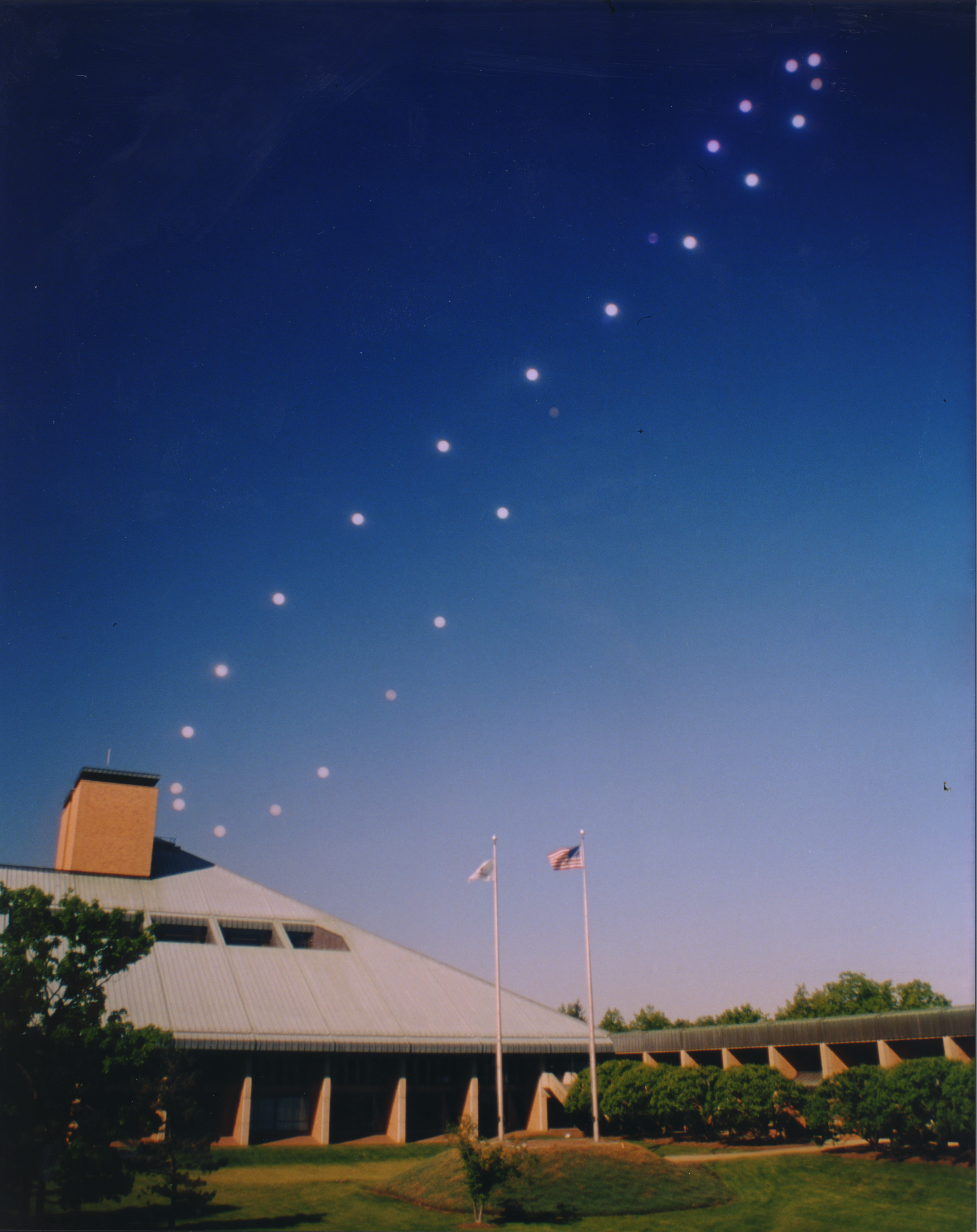
انالمة تم تصويرها من قبل جاك فيشبيرن في ولاية نيو جيرسي, الولايات المتحدة الامريكية

اليوم الاقتراني هو الفترة التي يستغرقها الكوكب للدوران حول النجم الذي يدور حوله (جسمه الأساسي). بالنسبة للأرض يعرف اليوم الاقتراني باليوم الشمسي ويبلغ متوسط طوله 24 ساعة و 2.5 ملي ثانية.

## نبذة
يتميز اليوم الاقتراني عن اليوم الفلكي حيث يكون اليوم الاقتراني هو من «شروق الشمس إلى شروق الشمس» في حين أن اليوم الفلكي هو من صعود نجم إشارة معينة إلى التالي.
كما يبدو من الأرض خلال السنة أن الشمس تنجرف ببطء على طول مسار متقاطع مع مدار الأرض والمعروف باسم مسار الشمس على خلفية كروية النجوم الثابتة. في كل يوم اقتراني تكون هذه الحركة التدريجية أقل قليلاً من 1 درجة شرقاً (360 درجة / سنة أو 365.25 يوماً في السنة) تعرف بالحركة التراجعية.
اليوم الاقتراني ليس ثابت والتغييرات في الطول طفيفة على مدار السنة نظرًا لانحطاط مدار الأرض حول الشمس. يفسر هذا التغيير بعض الاختلاف بين متوسط الوقت ووقت الشمس الظاهري في معادلة الوقت ويمكن رؤية دليل على هذه الحركة في أنالمة الأرض.